# Bình Hợp
Bình Hợp là một xã thuộc huyện Tân Kỳ, tỉnh Nghệ An, Việt Nam.
Theo Nghị quyết số 1243/NQ-UBTVQH15 của Uỷ ban thường vụ Quốc hội về việc sắp xếp đơn vị hành chính cấp huyện, cấp xã của tỉnh Nghệ An giai đoạn 2023 - 2025, thành lập xã Bình Hợp trên cơ sở nhập toàn bộ diện tích tự nhiên là 13,79 km2, quy mô dân số là 2.897 người của xã Nghĩa Hợp và toàn bộ diện tích tự nhiên là 41,72 km2, quy mô dân số là 7.044 người của xã Nghĩa Bình. Sau khi thành lập, xã Bình Hợp có diện tích tự nhiên là 55,51 km2 và quy mô dân số là 9.941 người.
Xã Bình Hợp giáp các xã Nghĩa Dũng, Nghĩa Đồng, Nghĩa Thái và các huyện Nghĩa Đàn, Quỳnh Lưu, Yên Thành.